# Rio Rosario (Uruguai)
O rio Rosario é um curso de água situado no departamento de Colônia, no Uruguai. O seu comprimento é de 80 km. Atravessa as cidades de Rosario, Nueva Helvecia e Colonia Valdense chegando até o rio da Prata.